# Ben Woolf
Ben Eric Woolf (15 de septiembre de 1980 - 23 de febrero de 2015) fue un actor estadounidense de cine y televisión conocido por interpretar al Infantata en American Horror Story: Murder House y a Meep en American Horror Story: Freak Show.
Woolf murió el 23 de febrero de 2015 a los 34 años a causa de una lesión en la cabeza después de ser golpeado por el espejo retrovisor de un auto que pasaba.

## Filmografía

### Cine
| Año  | Película                                         | Personaje   | Notas         |
| ---- | ------------------------------------------------ | ----------- | ------------- |
| 2010 | Insidious                                        | Dancing Boy |               |
| 2012 | Woogie                                           | Small Boy   |               |
| 2013 | Encantos de Mala Suerte                          | Pookah      |               |
| 2013 | Dead Kansas                                      | Squeak      |               |
| 2013 | Detrás de las escenas de Haunting Charles Manson | Sí Mismo    |               |
| 2014 | Haunting Charles Manson                          | Himmler     |               |
| 2015 | Tales of Halloween                               | Rusty Rex   | Posproducción |

### Televisión
| Año  | Serie                               | Personaje                          | Notas       |
| ---- | ----------------------------------- | ---------------------------------- | ----------- |
| 2007 | Face TV                             | Algo                               | 2 episodios |
| 2011 | American Horror Story: Murder House | El Infantata "Thaddeus Montgomery" | 2 episodios |
| 2012 | Eagleheart                          | Frib                               | 1 episodio  |
| 2015 | TMI Hollywood                       | Anfitrión                          | 1 episodio  |
| 2015 | American Horror Story: Freak Show   | Meep                               | 3 episodios |